# Bart Bikkers
Bart Timothy (Bart) Bikkers (Dordrecht, 23 november 1984) is een Nederlands politicus namens de VVD. Sinds 26 maart 2025 is hij lid van de Tweede Kamer.

## Levensloop
Bikkers groeide op in Bergen op Zoom en volgde het VWO aan RSG 't Rijks. Daarna studeerde hij een korte tijd Bouwkunde aan de TU Delft maar rondde die studie niet af. In 2005 startte Bikkers met de studie Integrale Veiligheid aan de Hogeschool InHolland waar hij in 2009 zijn Bachelor behaalde. in 2011 behaalde Bikkers zijn Master Bestuurskunde aan de Vrije Universiteit Amsterdam.
Bikkers was na zijn studie tot 2018 werkzaam bij Capgemini Invent als Managing Consultant en deed diverse adviesopdrachten binnen de Rijksoverheid op het gebied van Nationale Veiligheid en Crisisbeheersing. 
Namens Studenten Techniek In Politiek (STIP) was Bikkers tussen november 2009 en november 2010 gemeenteraadslid in Delft. Bikkers was tussen 2018 en 2025 wethouder namens de VVD in de gemeente Vlaardingen. Voor de Tweede Kamerverkiezingen 2023 stond hij op plek 30 van de VVD-lijst. Na het vertrek van Christianne van der Wal als Tweede Kamerlid, werd Bikkers op 26 maart 2025 beëdigd als lid van de Tweede Kamer.
Thierry Aartsen · Bente Becker · Harry Bevers · Bart Bikkers · Martijn Buijsse · Eric van der Burg · Thom van Campen · Rosemarijn Dral · Wendy van Eijk-Nagel · Ulysse Ellian · Silvio Erkens · Peter de Groot · Arend Kisteman · Daan de Kort · Claire Martens · Wim Meulenkamp · Ingrid Michon-Derkzen · Queeny Rajkowski · Simone Richardson · Judith Tielen · Hester Veltman-Kamp · Ruud Verkuijlen · Aukje de Vries · Dilan Yeşilgöz
- Parlement.com: vm6mbmjugcyr